# ウラジーミル・ヴァシューチン
ウラジーミル・ウラジーミロヴィチ・ヴァシューチン（ロシア語: Влaдимиp Bлaдимиpoвич Васютин、1952年3月8日 - 2002年7月19日）はソビエト連邦の宇宙飛行士。

## 略歴
1978年12月1日に宇宙飛行士に選抜される。
ヴァシューチンはサリュート宇宙ステーションにドッキングする新型有人宇宙船、TKSの任務が与えられ、TKS-3のバックアップ要員だったが、このフライトはキャンセルされる。
1985年、ソユーズT-14に船長として搭乗し、サリュート7号宇宙ステーションに滞在した。ワチューチンはステーションに着くとすぐに病気となり、予定されていたミッションを実行することが不可能にあった。尿路感染症が原因と言われる。62日目に症状が悪化し、船員たちは地球に緊急帰還を行った。宇宙合計滞在時間は64日21時間52分。
1986年2月25日に健康上の理由で引退した。